# فرودگاه محلی نجران
فرودگاه محلی نجران (به انگلیسی: Najran Domestic Airport) یک فرودگاه همگانی با کد یاتا EAM است که یک باند فرود آسفالت دارد و طول باند آن ۳۰۵۰ متر است. این فرودگاه در شهر نجران کشور عربستان سعودی قرار دارد و در ارتفاع ۱۲۱۴ متری از سطح دریا واقع شده‌است.

## شرکت‌های هواپیمایی و مقصدهای پروازی
[Closed No Airlines Traffic]
| شرکت‌های هواپیمایی | مقصدهای پروازی                   |
| ----------------- | -------------------------------- |
| فلای‌دبی           | دوبی                             |
| هواپیمایی سعودی   | ملک فهد، ملک عبدالعزیز، ملک خالد |
| ایر عربیا         | شارجه                            |